# Molophilus uncinatus
Molophilus uncinatus là một loài ruồi trong họ Limoniidae. Chúng phân bố ở miền Australasia.